# Ibanda
Ibanda är en stad i sydvästra Uganda, och är huvudort för ett distrikt med samma namn. Folkmängden uppgick till cirka 115 000 invånare 2019.

## Administrativ indelning
Ibanda är indelad i tre administrativa divisioner:
- Bisheshe
- Bufunda
- Kagango